# Speckenbütteler Park
Der Speckenbütteler Park im Stadtteil Lehe (Ortsteil Speckenbüttel) ist einer der beiden großen Stadtparks in Bremerhaven. Er erstreckt sich über eine Fläche von 80 Hektar.

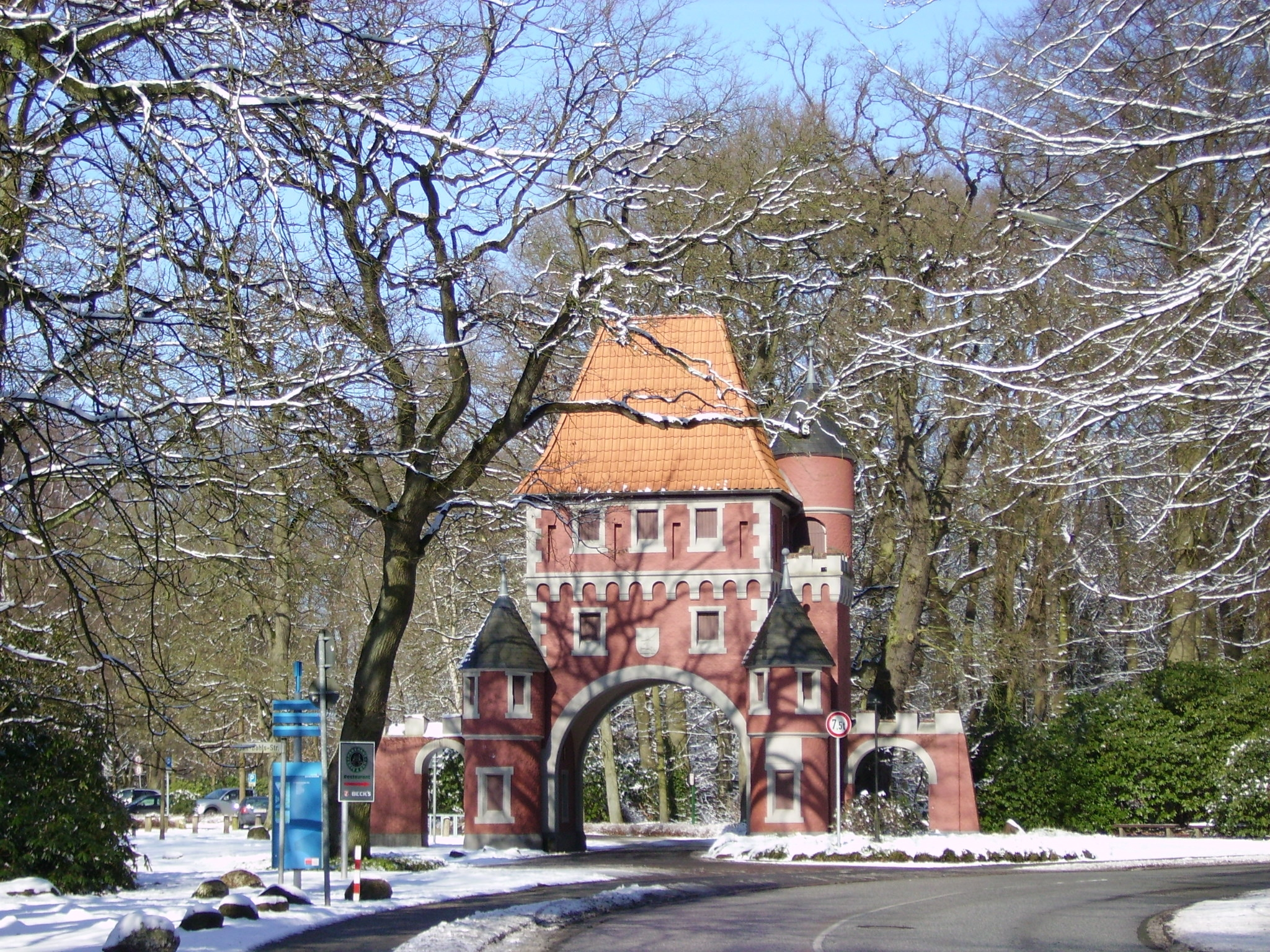
Das Parktor von 1896, gestiftet von dem Deutschamerikaner Bernhard von Glahn, ist ein geschütztes Kulturdenkmal und ist mit der Nr. 3378 beim Landesamt für Denkmalpflege registriert

Mit dem 1908 entstandenen Volkskundlichen Freilichtmuseum beherbergt er eines der ältesten Freilichtmuseen in Deutschland.

## Geschichte

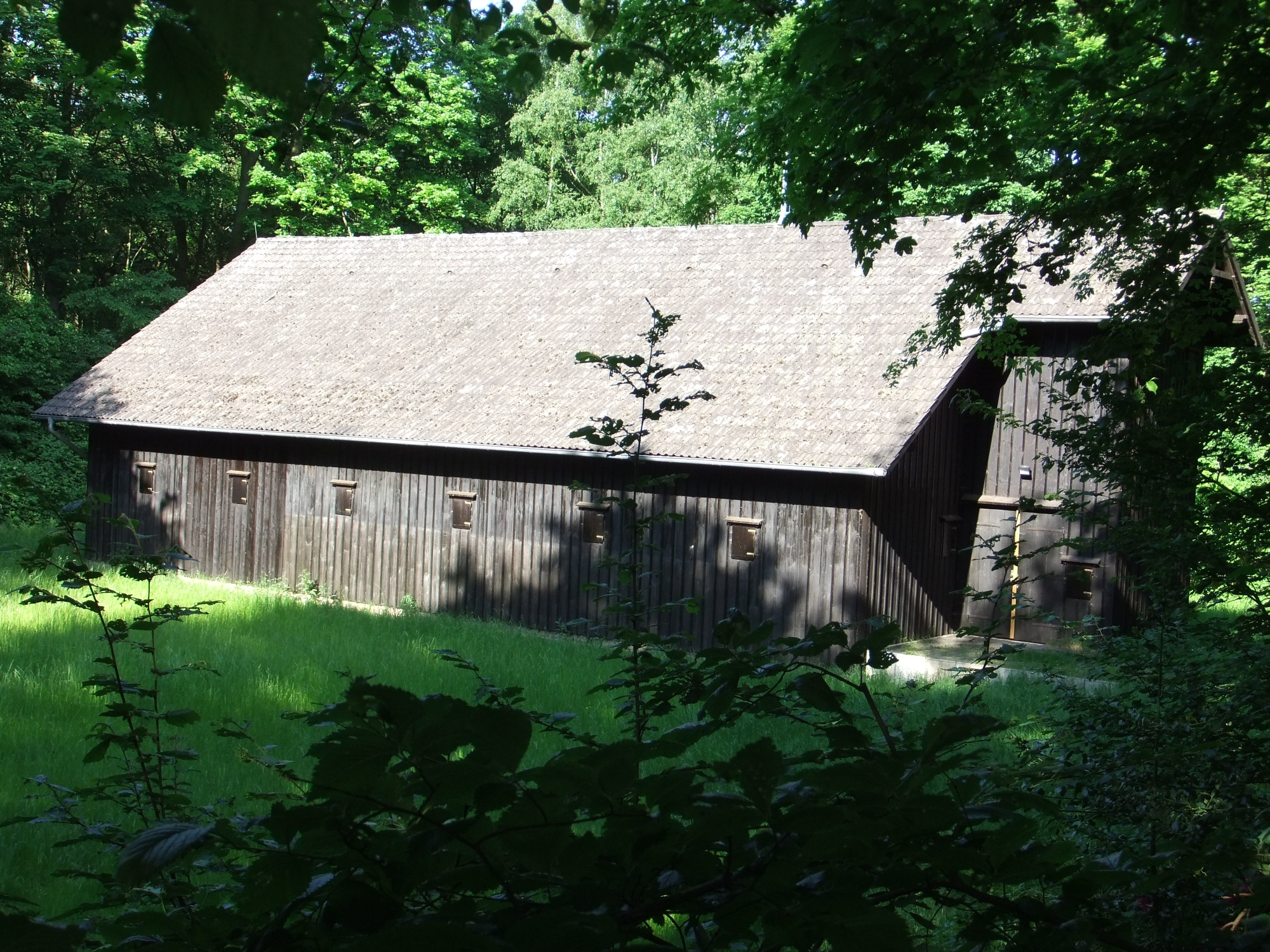
Pulvermagazin von 1875, erst 1990 wiederentdeckt

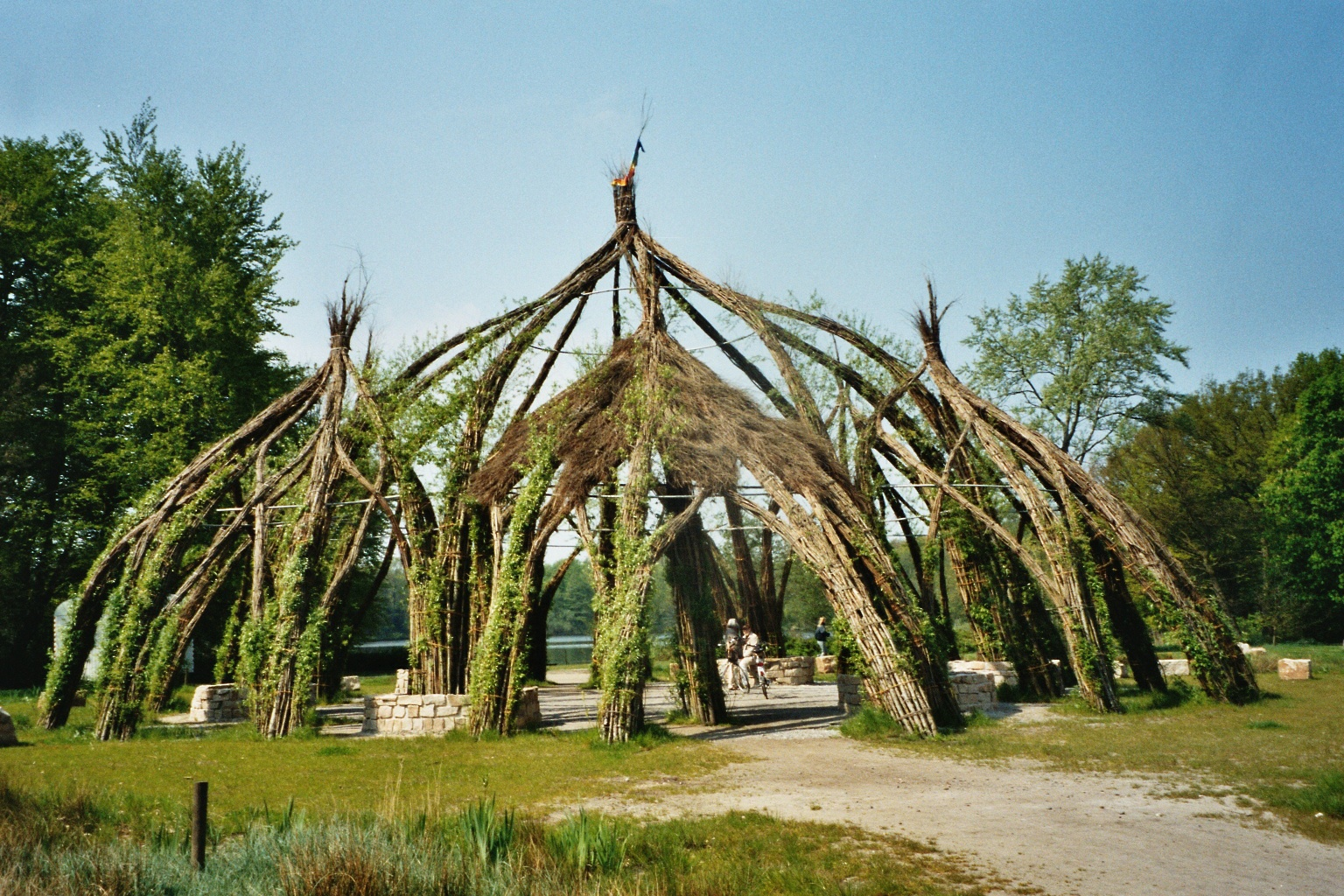
Als „Weidenschloss“ wird dieses 320 m² große und 12 m hohe lebende Bauwerk bezeichnet

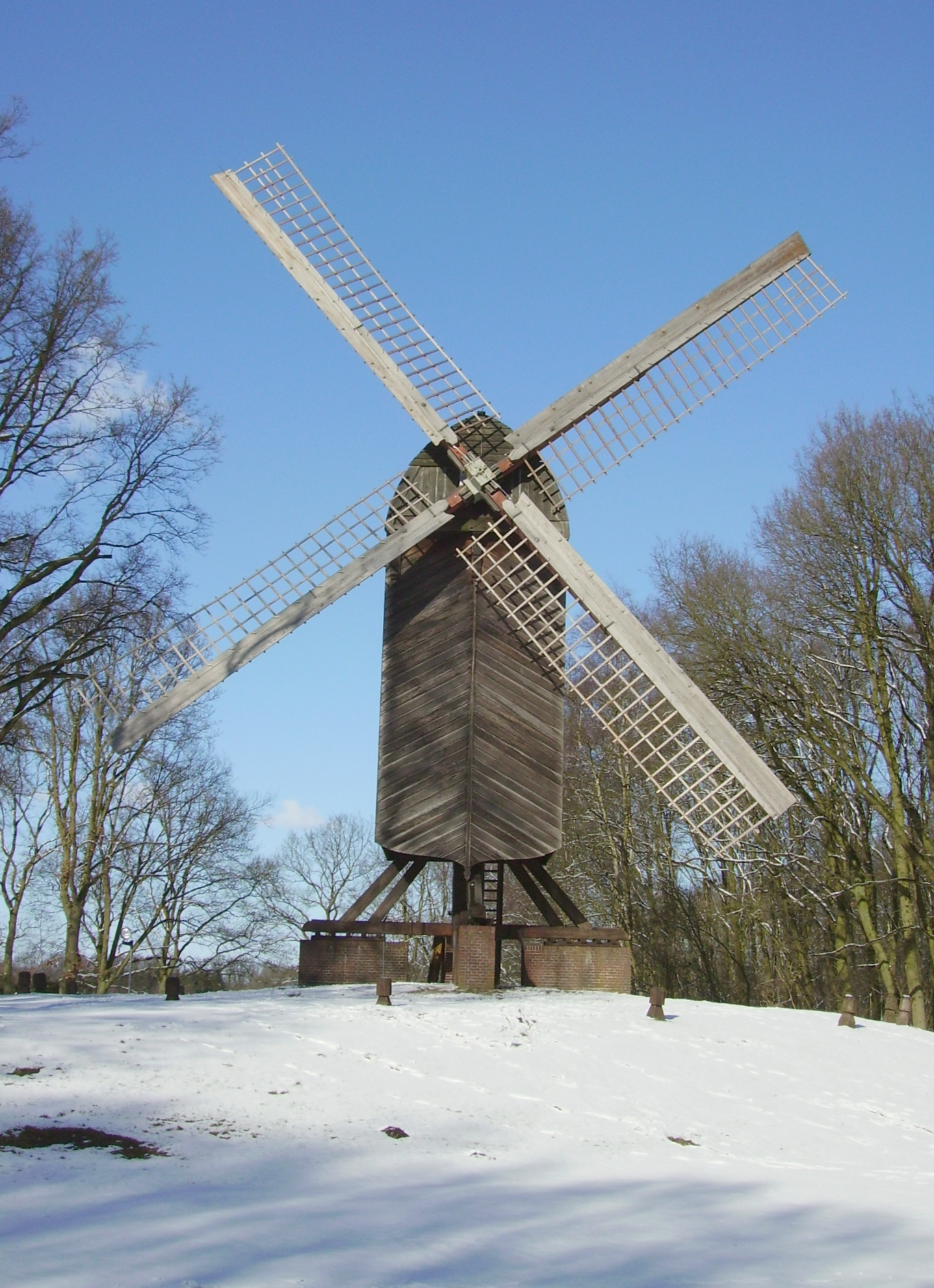
Bockwindmühle

Das „Alte Holz“, ein als Hutung genutzter Eichenbestand an der heutigen Parkstraße, war für die Leher Bürger ab dem frühen 19. Jahrhundert ein Ausflugsziel und für den Leher Schützenverein spätestens 1835 ein Festplatz. Ab 1888 entstand ein Reitplatz, der später zur Pferderennbahn wurde.
Ab 1890 wurde das Waldgebiet Speckenbütteler Holz in den Speckenbütteleler Park umgewandelt und 1906 nach Plänen des Wiener Gartenarchitekten Viktor Goebel auf insgesamt 13 ha Fläche erweitert. 1903 ehrte Lehe durch eine Büste den Parkförderer Senator Georg Brinkmann (1822–1896). 1895 (oder 1897) entstand das alte Parkhaus, in dem auch Konzerte stattfanden.
Das Parktor Speckenbüttel an der Parkstraße von 1896 wurde vom Leher Stadtbaumeister Heinrich Lagershausen im Stil des Historismus entworfen. Mäzen und Bauherr war Bernhard von Glahn (1825–1899), der 1837 in die USA ausgewandert war, das amerikanische Bürgerrecht erworben hatte und 1880 vermögend zurückgekehrt war. Das Parktor steht seit 2010 unter Denkmalschutz, nachdem es als Jugendfreizeitheim genutzt und 1990–1991 restauriert worden war. Der Rückkehrer stiftete auch ein bronzenes Kolumbus-Denkmal, das der Darmstädter Bildhauer Ludwig Habich ins Werk setzte. Dieses befand sich ebenfalls im Speckenbütteler Park, wurde jedoch gegen Ende des Ersten Weltkriegs eingeschmolzen.
1905 wurde neben dem Parkhaus ein Kaffeehaus errichtet, das heutige Parkhaus. Am Parktor und beim Hochseilgarten befinden sich Spielplätze. 1912 stellte der plattdeutsche Verein Waterkant einen Fritz-Reuter-Stein auf. Auf Friedrich Timmermann ging die Erweiterung des Speckenbütteler Parks in den 1920er Jahren zurück. Der künstliche Bootsteich entstand 1910 und bietet einen Bootsverleih und winterliche Eislaufflächen.
Ein weiteres Denkmalschutzobjekt ist das Pulvermagazin Speckenbüttel von 1875 im Westen des Parks.
2001 entstand ein Managementplan, der dem nunmehr Gesundheitspark Speckenbüttel genannten Park ein neues Image verleihen sollte. Dazu gehört etwa die „Allee der heilenden Bäume“, die 52 Bäume mit 13 Baumarten umfasst, die volkskundlich und medizinisch als heilwirksam gelten.

## ÖPNV
Ab dem späten 19. Jahrhundert erfolgte die Anbindung durch die Straßenbahn mit Lehe, Bremerhaven und Geestemünde. Seit 1982 fährt ausschließlich der Omnibus der Verkehrsgesellschaft Bremerhaven AG (VGB).